# Antonella Carta
Antonella Carta (Orotelli, 1º marzo 1967) è una giocatrice di calcio a 5 ed ex calciatrice italiana, pivot del Città di Sora Futsal.

## Carriera

### Club
Dopo aver iniziato la carriera fin da giovane, in Serie C nell'Attilia Nuoro, fa il suo esordio in Serie A con l'Alaska Lecce contribuendo a far conquistare alle bianco-verdi uno Scudetto e una Coppa Italia di calcio femminile.
La sua carriera continua sempre ai massimi livelli del campionato italiano femminile di calcio vestendo le maglie di Alaska Lecce, Giolli Roma, Sanitas Trani, Giugliano, Milan 82, Zambelli Reggiana, Torino, Zambelli Lugo, Autolelli Picenum e Torres nella quale concluse la carriera di calcio a 11 nei primi anni 2000, con oltre 700 presenze in Serie A e un attivo di 350 reti segnate, conquistando un totale di sei Scudetti, sette Coppe Italia e una Supercoppa.
Dopo un periodo sabbatico, decide di ricominciare l'attività sportiva nel Calcio a 5, giocando in Serie A con Real Milan e Città di Sora ed in Serie C con il Real Balduina.

## Palmarès

### Calcio
- Campionato italiano: 6

Alaska Lecce: 1982
Trani: 1985, 1985-1986
Giugliano: 1988-1989
Reggiana: 1992-1993
Torres: 2000-2001
- Coppa Italia: 7

Alaska Lecce: 1982
Trani: 1983
Giugliano: 1988-1989, 1989-1990
Reggiana: 1992-1993
Lugo: 1996-1997
Torres: 2000-2001
- Supercoppa italiana: 1

Torres: 2000